# Guariba (ort)
Guariba är en ort i Brasilien.   Den ligger i kommunen Guariba och delstaten São Paulo, i den sydöstra delen av landet, 600 km söder om huvudstaden Brasília. Guariba ligger 619 meter över havet och antalet invånare är 30 464.
Terrängen runt Guariba är platt. Runt Guariba är det ganska tätbefolkat, med 54 invånare per kvadratkilometer.. Närmaste större samhälle är Jaboticabal, 15,2 km nordväst om Guariba.
Trakten runt Guariba består till största delen av jordbruksmark.